# Zatrephes bicolorata
Zatrephes bicolorata là một loài bướm đêm thuộc phân họ Arctiinae, họ Erebidae.